# De mayor quiero ser soldado
De mayor quiero ser soldado (títol internacional en anglès: I Want to Be a Soldier) és una pel·lícula de l'any 2010 dirigida pel cineasta barceloní Christian Molina. El drama antibèl·lic, pretén ser una crítica a l'excés de violència televisiva.
El rodatge de la pel·lícula va començar el 4 de gener de 2010 a Barcelona i va ser estrenada al Festival Internacional de Cinema de Roma de 2010. A les sales de cinema italianes, es va poder veure a partir del 14 d'octubre de 2011.

## Argument
El nen de 8 anys Àlex desenvolupa una malaltissa imaginació que el va obsessionant progressivament fins a acabar convertint-lo en un perfecte inadaptat social. Incapaç d'establir amistat amb els companys de la seva edat que el rodegen, es crea un amic fictici al qual anomena astronauta capità Harry.
Amb el naixement dels seus dos germans bessons, l'isolament d'Àlex no fa més que aguditzar-se i troba en la televisió que li compra el seu pare un refugi per a combatre la seva solitud. Àlex comença a passar hores tancat a la seva habitació, perdent el temps mirant programes violents i pel·lícules bèl·liques.
A mesura que el seu comportament asocial va empitjorant, Àlex s'inventa un nou amic imaginari, el sergent John Custer, que l'instruirà adequadament per a fer realitat el seu perillós somni d'esdevenir un gran soldat.

## Repartiment
- Fergus Riordan: Àlex
- Ben Temple: Astronauta capità Harry / Sergent John Cluster
- Andrew Tarbet: pare
- Jo Kelly: mare
- Valeria Marini
- Cassandra Gava
- Josephine Barnes
- Robert Englund: psiquiatre
- Danny Glover: director del col·legi

## Premis i nominacions
L'any 2012 la pel·lícula va estar nominada al Premi Gaudí a la millor pel·lícula en llengua no catalana.

## Crítica
- " El pitjor és, sens dubte, la naturalesa del seu discurs, una descàrrega de rància moralina a boca de canó"[4]
- " No mal fabricada, però es creï tant i tant la seva hipòtesi que acaba provocant nàusees"[5]